# Heinrich III. (Nassau-Beilstein)
Heinrich III. von Nassau-Beilstein (* vor 1418; † 12. September 1477) war Inhaber mehrerer geistlicher Ämter und von 1425 bis zu seinem Tod Mitregent von Nassau-Beilstein. Er nutzte seine erheblichen Einkünfte aus den Pfründen um mehrere Pfandschaften für das Haus Nassau-Beilstein zu erwerben.

## Leben
Heinrich wurde als dritter Sohn von Heinrich II. von Nassau-Beilstein und dessen Frau Katharina von Randerode geboren. Wie sein Bruder Wilhelm war er für eine geistliche Laufbahn vorgesehen.
Nach dem Tod seines Vaters 1413 fiel die Grafschaft Nassau-Beilstein an seinen ältesten Bruder Johann. Im Jahr 1425 kam es zur Teilung der Grafschaft Nassau-Beilstein. Johann behielt die Burg Beilstein und zwei Drittel der Grafschaft. Heinrich erhielt die Burg Liebenscheid und ein Drittel der Grafschaft. Der dritte Bruder Wilhelm, Dompropst in Mainz, verzichtete auf einen Anteil.
Er hielt sich jedoch nur selten in seinen Stammlanden auf. Die Verwaltung seiner Stammlande überließ er seinem Bruder Johann und eingesetzten Verwaltern. Dennoch stiftete er 1452 die erste Kirche zu Liebenscheid.
Im Jahr 1426 kandidierte Heinrich, als Münsteraner Dompropst, für das Amt des Bischofs von Münster. Bei der Bischofswahl unterlag er jedoch knapp gegen Heinrich II. von Moers. Vier Jahre später übernahm er, nach dem Tod seines Bruders, die Dompropstei in Mainz. 
Heinrich stand in engem Kontakt zu Kölner Erzbischof Dietrich II. von Moers. Dieser verpfändete an ihn die Ämter Altenwied, Linz, Lahr und Waldenburg sowie Anteile an den Rheinzöllen. Weiterhin war er 1460 bis 1464 Pfandherr der Herrschaft Reichenstein. Die Beziehung zur Dietrich brachte Heinrich weitere ansehnliche Ämter ein. So war er von 1430 bis zu Dietrichs Ableben zugleich Propst zu Bonn und Archidiakon des Kölner Doms.
Das Haus Nassau-Beilstein nahm auf Kurkölner Seite an der Soester Fehde teil. Im Treffen von Soest 1446 fiel Philipp, der Neffe Heinrichs. In der Fehde übernahm Heinrich das Kommando über die Dortmunder Truppen des Erzbischofs und geriet beim Treffen von Dortmund am 13. September 1448 in Gefangenschaft von Herzog Johann von Kleve. 
Heinrich starb 1477 und wurde in der St. Barbarakapelle von St. Cassius in Bonn bestattet. Mit seinem Testament von 1471 setzte er seinen Neffen Heinrich IV. von Nassau-Beilstein zum Universalerben ein. Dadurch konnte Heinrich IV. wieder die gesamte Grafschaft Nassau-Beilstein in seinem Besitz vereinigen.